# BBC News Channel
BBC News Channel, voor 21 april 2008 bekend als BBC News 24, is een 24-uurs nieuwszender van de BBC voor het Verenigd Koninkrijk. De zender werd gelanceerd op 9 november 1997 om 17:30 GMT. Aangezien het een belangrijk deel is van het BBC News-departement, zendt het kanaal uit vanuit het News Centre in het BBC Television Centre (West-Londen). BBC News Channel dient niet verward te worden met BBC World News, de internationale nieuwszender van de BBC.
BBC News maakte deel uit van een plan om digitale kanalen op te starten en werd daarmee de eerste concurrent van Sky News, een nieuwszender die al sinds 1989 actief was. Sinds mei 2007 kan de zender ook op de website van de BBC bekeken worden.
In 2006 werd BBC News voor het eerst in vijf jaar tot RTS News Channel of the Year benoemd.

## Programmering
BBC News Channel zendt 24 uur per dag live uit. Bij urgent nieuws wordt BBC News Channel doorgezet op BBC One of BBC Two. Ook zijn enkele programma's regulier opgenomen in de programmering van BBC One, BBC Two en BBC Four.
- 06.00 - 09.00 Breakfast (ook te zien op BBC One)
- 09.00 - 10.00 BBC News at nine (ook te zien op BBC Two)
- 10.00 - 11.00 Victoria Derbyshire (ook te zien op BBC Two)
- 11.00 - 13.00 BBC Newsroom Live (tot 12.15 ook te zien op BBC Two)
- 13.00 - 13.30 BBC News at One (ook te zien op BBC One)
- 13.30 - 14.00 BBC News
- 14.00 - 17.00 Afternoon Live
- 17.00 - 18.00 BBC News at five
- 18.00 - 18.30 BBC News at six (ook te zien op BBC One)
- 18.30 - 22.00 Avondprogrammering met wisselende programma's
- 22.00 - 22.30 BBC News at ten (ook te zien op BBC One)

Publieke kanalen: BBC One · BBC Two · BBC Three · BBC Four · BBC News · BBC Parliament · CBBC Channel · CBeebies · BBC HD · S4C (Wales) 
Commerciële kanalen: ITV · ITV2 · ITV3 · ITV4 · Channel 4 · Channel 5